# Менандс (Њујорк)
Менандс (енгл. Menands) град је у америчкој савезној држави Њујорк.

## Демографија
По попису из 2010. године број становника је 3.990, што је 80 (2,0%) становника више него 2000. године.
| Група             | 2000.         | 2010.         |
| Белци             | 3.222 (82,4%) | 2.751 (68,9%) |
| Афроамериканци    | 356 (9,1%)    | 485 (12,2%)   |
| Азијати           | 170 (4,3%)    | 527 (13,2%)   |
| Хиспаноамериканци | 106 (2,7%)    | 152 (3,8%)    |
| Укупно            | 3.910         | 3.990         |